# 時間旅行少女～真理、和花與8名科學家～
《時間旅行少女～真理、和花與8名科學家～》，是以科學史專家板倉聖宣所編纂的書籍《發明發現物語全集～磁石與電氣的發明發現物語～》為原案的電視動畫作品，2016年7月9日開始在東京電視台等電視台播放。
本作也是聲優團體sphere的成員在2011年的《迷糊軟網社》跟2012年播出的電視動畫《夏色奇蹟》後再次全員演出的作品。

## 登場角色
早瀨真理（聲：豐崎愛生（日本）；陳子瑩（香港））
就讀中學二年級，個性開朗有活力的女孩子。
水城和花（聲：壽美菜子）
真理的兒時好友。旬的妹妹。
水城旬（聲：木島隆一）
和花的哥哥，高中生。個性冷靜沉著並擁有領導者氣質，想要成為醫生。
早瀨永司（聲：森川智之）
真理的父親。
御影丞（聲：坪井智浩）
經營貨幣基金的高明企業家。
早瀨晶（聲：戶松遙）
真理的母親。
早瀨理香（聲：福緒唯）
真理的妹妹，就讀幼稚園。
水城麗（聲：井上喜久子）
和花與旬的母親。
市川風太（聲：山下大輝）
真理與和花的同學，擅長踢足球。
黑木五月（聲：高垣彩陽）
丞的秘書。
威廉·吉爾伯特（聲：大川透）

班傑明·富蘭克林（聲：三木真一郎）

亞歷山卓·伏打（聲：中村大樹）

麥可·法拉第（聲：森久保祥太郎）

薩繆爾·摩斯（聲：遊佐浩二）

格拉漢姆·貝爾（聲：前野智昭）

海因里希·赫茲（聲：石田彰）

湯瑪斯·愛迪生（聲：羽多野涉）

## 電視動畫

### 製作人員
- 原典：板倉聖宣《磁石與電氣的發明發現物語》
- 監督、系列構成：山崎理
- 劇本：廣田光毅、中村能子、久保幸湖、山崎理
- 助監督：
- 角色設計、總作畫監督：小林多加志
- 副角色設計：佐佐木敏子
- 道具設計：水谷麻美子
- 色彩設計：辻田邦夫
- 美術監督：
- 撮影監督：寺本憲正
- CG導演：畑田裕之
- 剪輯：相原聰
- 音響監督：長崎行男
- 音樂：黑石瞳
- 動畫製作：WAO! World

### 主題曲
片頭曲「希望TRAVELER」
作詞：，作曲、編曲：佐伯高志，主唱：A應P
片尾曲
作詞、作曲：志倉千代丸，編曲：悠木真一，主唱：ERABARESHI

### 各話列表
| 話數   | 日文標題 | 中文標題       | 劇本     | 分鏡     | 演出     | 作畫監督   |
| ------ | -------- | -------------- | -------- | -------- | -------- | ---------- |
| 第1話  |          | 賢者吉爾伯特   | 山崎理   | 山崎理   |          | 佐佐木敏子 |
| 第2話  |          | 悲傷的吉爾伯特 | 山崎理   | 山崎理   | 金子祥之 | 中村統子   |
| 第3話  |          | 反抗的富蘭克林 | 久保幸湖 |          |          | 內野明雄   |
| 第4話  |          | 戰場的伏打     | 山崎理   |          |          | 內野明雄   |
| 第5話  |          | 法拉第的憂鬱   | 廣田光毅 | 清水聰   | 久保博志 | 三浦貴弘   |
| 第6話  |          | 法拉第的覺悟   | 廣田光毅 | 清水聰   | 久保博志 | 水谷麻美子 |
| 第7話  |          | 摩斯的靈感     | 山崎理   |          |          | 上野翔太   |
| 第8話  |          | 貝爾的決斷     | 中村能子 | 久保博志 | 久保博志 | 中村統子   |
| 第9話  |          | 呼叫應答的貝爾 | 中村能子 | 久保博志 | 久保博志 | 內野明雄   |
| 第10話 |          | 赫茲的驕傲     | 久保幸湖 |          |          | 上野翔太   |
| 第11話 |          | 不屈的愛迪生   | 廣田光毅 | 清水聰   | 金子祥之 | 大西陽一   |
| 第12話 |          | 親愛的科學家們 | 廣田光毅 | 名村英敏 | 山崎理   | 三浦貴弘   |

## 播放電視台
2016年7月9日7點在東京電視台播放。
| 日本 東京電視台 星期六 07:00-07:30 | 日本 東京電視台 星期六 07:00-07:30                            | 日本 東京電視台 星期六 07:00-07:30 |
| ---------------------------------- | ------------------------------------------------------------- | ---------------------------------- |
|                                    | 時間旅行少女～真理、和花與8名科學家～ (2016.07.09-2016.09.24) |                                    |
| 鑽石王牌 SECOND SEASON             | 數碼暴龍App世代                                               |                                    |

| 香港開電視 星期六 09:00-09:30 2020年1月25日及2020年2月8日暫停播映 | 香港開電視 星期六 09:00-09:30 2020年1月25日及2020年2月8日暫停播映 | 香港開電視 星期六 09:00-09:30 2020年1月25日及2020年2月8日暫停播映 |
| ----------------------------------------------------------------- | ----------------------------------------------------------------- | ----------------------------------------------------------------- |
|                                                                   | 穿越時間的少女 重播 (2019年12月21日-2020年3月21日)                |                                                                   |
| 星球奇兵 重播                                                     | 工匠大師                                                          |                                                                   |

## 外部連結
- 《時間旅行少女～真理、和花與8名科學家～》官方網站 （页面存档备份，存于）（日語）
- 東京電視台《時間旅行少女～真理、和花與8名科學家～》 （页面存档备份，存于）（日語）
- 《時間旅行少女》官方帳戶的X（前Twitter）（日語）